# Пестравка
Пестра́вка — село в Самарской области, центр Пестравского района и одноимённого сельского поселения. Расположено в 110 км к югу от Самары. Расположено в излучине реки Большой Иргиз
(приток Волги), в 48 км от железнодорожной станции Чагра. Также имеется пересыхающая река Пестравочка.

## История
Основано в начале XVII века как небольшое поселение торговых людей и возчиков соли. В 1653—1654 здесь осели крестьяне из Левобережной Украины. Изначально село формировалось многонациональным — северная сторона Пестравки была заселена мордвой, на южной стороне реки Пестравочки селились беглые крестьяне из русских, центр занимали русские и немецкие ремесленники. В конце излучины Большой Иргиз поселились украинцы. В 1787—1793 гг. в селе был построен храм во имя Николая Чудотворца (в настоящее время уничтожен), однако название села сохранилось. По описанию:
В южной части села - 184 двора, в них жителей по 5 ревизии 1794 г. 709 душ мужского и 720 - женского полу. Оная слобода положение своё имеет у притока р.Иргиза речки Пестравки. ...В реке Иргиз имеется рыба, употребляют оную слобожане-жители для себя; на холме означенной речки стоят 3 ветряных мельницы, каждая мелет муку, толчёт крупы: пшённую, гречневую, ячменную, овсяную. 2 водяных мельницы работают круглый год, кроме периода полой воды. Женщины сверх полевой работы упражняются в домашних рукоделиях: прядут коноплю, лен, шерсть, ткут холсты, ковры для себя и на продажу
В 1821 году пестравские солевозцы лишились привилегий, какими они пользовались в течение 30 лет. Им стали нарезать землю вдали от селения. В 1834 году на эти участки из Пестравки выселялись русские, основав село Пестравский Выселок (Тамбовку); в 1836 году появились ещё два селения — Каралык (Орловка) и Августовка (Лемеховка). Последнее в 1850 году имело 78 дворов украинских крестьян (792 чел.) и 15 русских дворов (143 чел.) и относилось к Пестравско-Выселковскому (Тамбовскому) обществу.

## История медицины[источникне указан 5302 дня]
На средства земских управ в Николаевском уезде в 1869 году открылись 5 сельских больниц, в том числе в селе Пестравка, а через два года в селе Марьевка, каждая по 10 коек при одном земском враче, фельдшере и акушерке.
В мае 1874 года в Пестравку на должность санитарного фельдшера приезжает народник Сузделовский. Он выстраивает в селе Пестравка двухэтажную деревянную аптеку, активно помогает населению в устранении недугов и одновременно работает фельдшером стационара в селе Пестравка. Больница представляла собой деревянное здание с крышей, покрытой железом. Оснащённость больницы оставляла желать лучшего. Железные, узкие, короткие кровати, матрацы набиты сеном или соломой, простыни с грубыми рубцами, подушки, как доски.
С 1879 года приехал в село Пестравка земский врач И. П. Вериносов. Пища плохая, больных донимали клопы, блохи, тараканы.
Вопросы здравоохранения лично фиксировались церковными служителями. В церкви вёлся учёт рождаемости и смертности.
С 1906 года в селе Пестравка работал земский врач, фельдшер, акушерка и заведующий аптекой.
С 1930 года в селе Пестравка после окончания фельдшерских курсов приступил к работе фельдшер П. К. Чекушин, который, после образования Пестравского района, в 1935 году возглавлял районный здравотдел на этой должности проработал до 1941 года и впоследствии продолжал работать фельдшером до 1960 года.
С 1941 по 1943 гг. Пестравский районный здравотдел возглавлял Н. И. Афанасьев. В это время работали врачи Зыскович, Грузман Е. И. Работал главным врачом Л. Н. Суханов, врачом дерматовенерологом И. П. Бондарев, врач акушер-гинеколог Н. П. Бондарева, врач хирург Э. А. Крушвец, врач терапевт Н. П. Крушвец.
В 1957 году райздравотделы были упразднены. На должность главного врача района был назначен В. В. Андрофагин, который проработал до 1972 года и был переведён на должность заведующего Кировским райздравотделом г. Куйбышева. При его активном участии была построена типовая Пестравская ЦРБ на 120 коек. За время его работы была построена Майская участковая больница на 25 коек.
С 1972 по 1983 гг. больницу возглавил врач-хирург Г. Н. Коровин. Он внёс большой вклад в развитие здравоохранения района. Была построена молочная кухня, стоматологическая поликлиника, открыты новые подразделения в лаборатории. Впервые были оборудованы палаты интенсивной терапии. Далее больницу возглавляли Г. А. Плигин, Н. А. Бекетов, В. И. Леонов.

## Этимология[источникне указан 5302 дня]
Версии о возникновении топонима Пестравка (старое Пёстрая Травка) разнообразны — по одной из них, так кочевники называли реку Пестравочку — на её берегах росли пёстрые травы, цветы; по другой — от пёстрого состава населения.

## Геральдика
Описание герба: 

«В зелёном поле золотые соты (две, три, две), обременённые чёрной с золотыми глазами и полосками и серебряными крыльями пчелой». Пчела — символ трудолюбия, заботливости, коллективизма; нектар, собираемый пчелой, это нектар жизни и здоровья. Соты — символ единства, созидания, гармонии, пользы. Золото — цвет солнца, символ высшей ценности, величия, прочности, силы, великодушия, урожая. Серебро — символ совершенства, благородства, чистоты, веры, мира. Зелёный цвет поля герба дополняет символику природы и указывает на географическое расположение района на реке Б. Иргиз (приток Волги), а также этот цвет природы, символизирует жизнь, возрождение, радость, благородство. Чёрный цвет символизирует мудрость, свободу, покой и мир. Автор проекта — Александр Любаев (с. Пестравка), геральдическая доработка Константин Мочёнов (Химки), обоснование символики Галина Туник (Москва); компьютерный дизайн: Юрий Коржик (Воронеж).
Герб внесён в Государственный геральдический регистр Российской Федерации под № 1192.

## Население
| 1959 | 1970  | 1979  | 1989  | 2002  | 2010  | 2021  |
| ---- | ----- | ----- | ----- | ----- | ----- | ----- |
| 4230 | ↗5003 | ↗5612 | ↗6442 | ↗6675 | ↘6573 | ↘6057 |

## Промышленность
В Пестравке расположены предприятия по переработке сельскохозяйственного сырья (молокозавод "Пестравский", комбикормовый заводы и др.). Одним из важных доходов для населения района является добыча нефти из месторождения «Хребтовое».

## Транспорт
В Пестравку можно добраться из Самары, Чапаевска рейсовыми автобусами. Ближайшая железнодорожная станция — Чагра (Куйбышевская железная дорога), находится в 48 км от Пестравки. 

## Инфраструктура
В селе действует Районный дом культуры.
В 2007 году открыт спортивный комплекс.
В селе действует несколько кафе, баров и ресторанов.
Доступ в Интернет осуществляется через ОАО Ростелеком — оператора телефонной связи, или операторов GSM.
В селе издаётся еженедельная газета «Степь».
Медицинская помощь оказывается в Центральной районной больнице.

## Религия
- В селе существует православный приход в честь Святителя Николая Мир Ликийских Чудотворца, в настоящее время завершается строительство храма. Ближайшая церковь находится в селе Высокое, в 6 км от Пестравки — деревянная (первая половина XIX века).
- В селе представлена община Евангельских христиан-баптистов — служение проходит в доме молитвы, бывшем здании Дома быта. Деятельность баптистов на территории района относится к началу XX века.
- Также в селе находится церковь пятидесятников Христиан веры Евангельской (Живая вера). Собрания проходят в по адресу Советская 103. 2 этаж.
- Значительная часть населения исповедует ислам.
- В довоенные годы на территории района проживали молокане.

## Упоминания в литературе
- В повести А. Н. Толстого «Детство Никиты» описывается ярмарка в Пестравке. В этом произведении много автобиографического — детство писателя прошло неподалёку в усадьбе его родителей в селе Сосновка (теперь — село Павловка Красноармейского района Самарской области).
- В книге Юрия Грачёва «В Иродовой бездне» описывается служение молодого фельдшера-баптиста в Пестравке в довоенные годы.
- В романе Питера Гамильтона «Дисфункция реальности» описывается звездолёт конфедерации «Пестравка».

## Интересные факты
В 1945 году на окраине Пестравки была принята в эксплуатацию посадочная площадка для самолётов. По авиалинии «Куйбышев—Пестравка» курсировали самолёты: почтовые — ежедневно, пассажирские и санитарные — один раз в пять дней. Пассажирский самолёт — пятнадцатиместный; стоимость билета в один конец составляла 60 рублей (газета «Волжская Коммуна», 1 августа 1945).